# Stephen Shenker

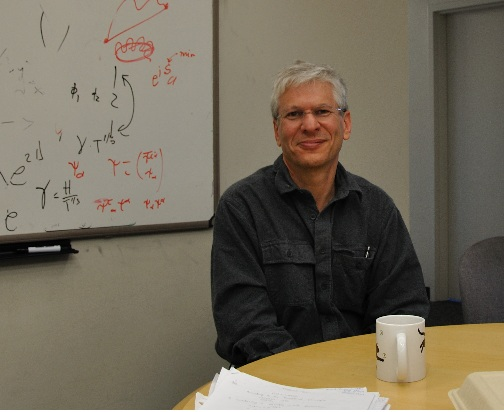
Steve Shenker (2009).

Stephen Hart Shenker (* 1953 in Alexandria (Virginia)) ist ein US-amerikanischer theoretischer Physiker.
Er ist der Sohn des Physikers Henry Shenker (1917–2004), der an den US Naval Research Laboratories in Washington arbeitete. Shenker studierte an der Harvard University (Bachelor 1975) und wurde 1980 an der Cornell University bei John Kogut und Kenneth Wilson promoviert. Als Post-Doc war er an der University of California, Santa Barbara. Ab 1981 war er an der University of Chicago, wo es zu seiner Zusammenarbeit mit Daniel Friedan über konforme Feldtheorien und Stringtheorie kam. Ab 1989 war er Professor an der Rutgers University (wie Friedan, mit dem er an der Gründung des New High Energy Theory Center beteiligt war). 1998 ging er als Professor an die Stanford University, wo er bis 2008 Direktor des Instituts für Theoretische Physik war. Seit 2004 ist er dort Richard Herschel Weiland Professor in the School of Humanities and Sciences.
Mit Zongan Qiu (seinem Doktoranden) und Daniel Friedan klassifizierte er 1984 zweidimensionale unitäre konforme Feldtheorien, die Anwendung in der statistischen Mechanik haben.  Mit Friedan befasste er sich Mitte der 1980er Jahre auch mit Stringtheorie, speziell mit der Formulierung als konformer Feldtheorie auf dem Worldsheet. Er entwickelte mit  1997 mit Tom Banks, Willy Fischler und Leonard Susskind das Matrix-Modell als nichtstörungstheoretische Formulierung von Stringtheorie und M-Theorie.
Shenker untersuchte 1979 die Phasenstruktur von Yang-Mills-Theorien mit Eduardo Fradkin. In jüngster Zeit befasste er sich mit Quantengravitation mit Anwendungen in der Kosmologie und auf das Innere Schwarzer Löcher.
In den 2010er Jahren befasste er sich mit der Hypothese der Äquivalenz von bestimmten Wurmlöchern zwischen Schwarzen Löchern und Quantenverschränkung (EPR-ER-Hypothese von Juan Maldacena und Leonard Susskind) und der Chaostheorie sowohl in der Quantenfeldtheorie als auch bei Schwarzen Löchern (in Verbindung mit seinem Doktoranden Douglas Stanford).
1982 wurde er Sloan Research Fellow und 1985 erhielt er den Presidential Young Investigator Award der National Science Foundation. 1987 war er MacArthur Fellow. 2010 erhielt er mit Friedan den Lars-Onsager-Preis der American Physical Society. Er ist Fellow der American Physical Society (2003) und der American Academy of Arts and Sciences (2006). 2015 wurde er in die National Academy of Sciences gewählt. 2023 wurde er mit der Dirac-Medaille (ICTP) ausgezeichnet.
Sein Bruder Scott Shenker (* 1956) ist Informatiker, arbeitete aber auch in theoretischer Physik.